# Zhangiella bitentaculata
Zhangiella bitentaculata is een hydroïdpoliep uit de familie Australomedusidae. De poliep komt uit het geslacht Zhangiella. Zhangiella bitentaculata werd in 1991 voor het eerst wetenschappelijk beschreven door Xu, Huang & Chen. 